# Ima Robot
Ima Robot è una rock band statunitense di Los Angeles formatasi all'inizio del 2000.
Il cantante della band, Alex Ebert, originariamente avrebbe voluto essere un rapper.  I componenti originali della band erano Timmy the Terror, Oligee, Justin Meldal-Johnsen e Joey Waronker.  Meldal-Johnson e Waronker suonarono anche con Beck prima di far parte degli Ima Robot.  La band ebbe brutti momenti e problemi economici prima di firmare un contratto con la Virgin Records.  Il loro primo album, intitolato con lo stesso nome della band, includeva il singolo "Dynomite". Waronker, Meldal-Johnsen e Oligee hanno abbandonato la band. La canzone "A is For Action" è inclusa nel videogame SSX3.

## Componenti della band
- Alex Ebert - voce
- Timmy "the Terror" Anderson -  chitarra, flauto
- Andy Marlow - chitarra, tastiere
- Filip Nikolic, detto anche Turbotito - basso
- Scott Devours - batteria

## Discografia

### Album
- 2003 - Ima Robot
- 2006 - Monument to the Masses
- 2010 - Another Man's Treasure

### Singoli
- 2003 - Black Jettas Single
- 2003 - Public Access
- 2003 - Dynomite (Maxi Single)
- 2004 - Song #1
- Alive EP
- 2006 - Search And Destroy